# Eucalyptus lansdowneana
Eucalyptus lansdowneana là một loài thực vật có hoa trong Họ Đào kim nương. Loài này được F.Muell. & J.E.Br. mô tả khoa học đầu tiên năm 1890.

## Hình ảnh

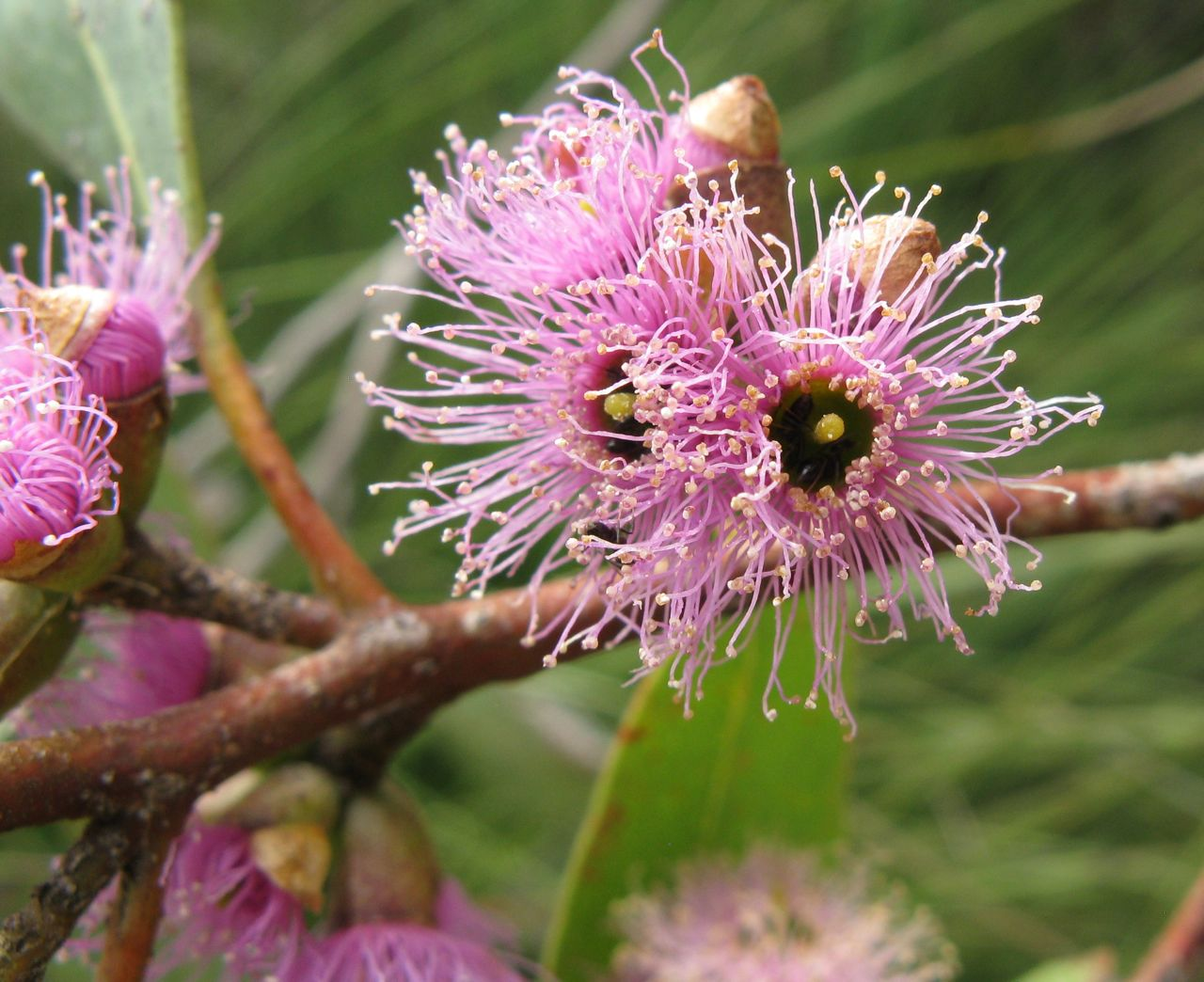
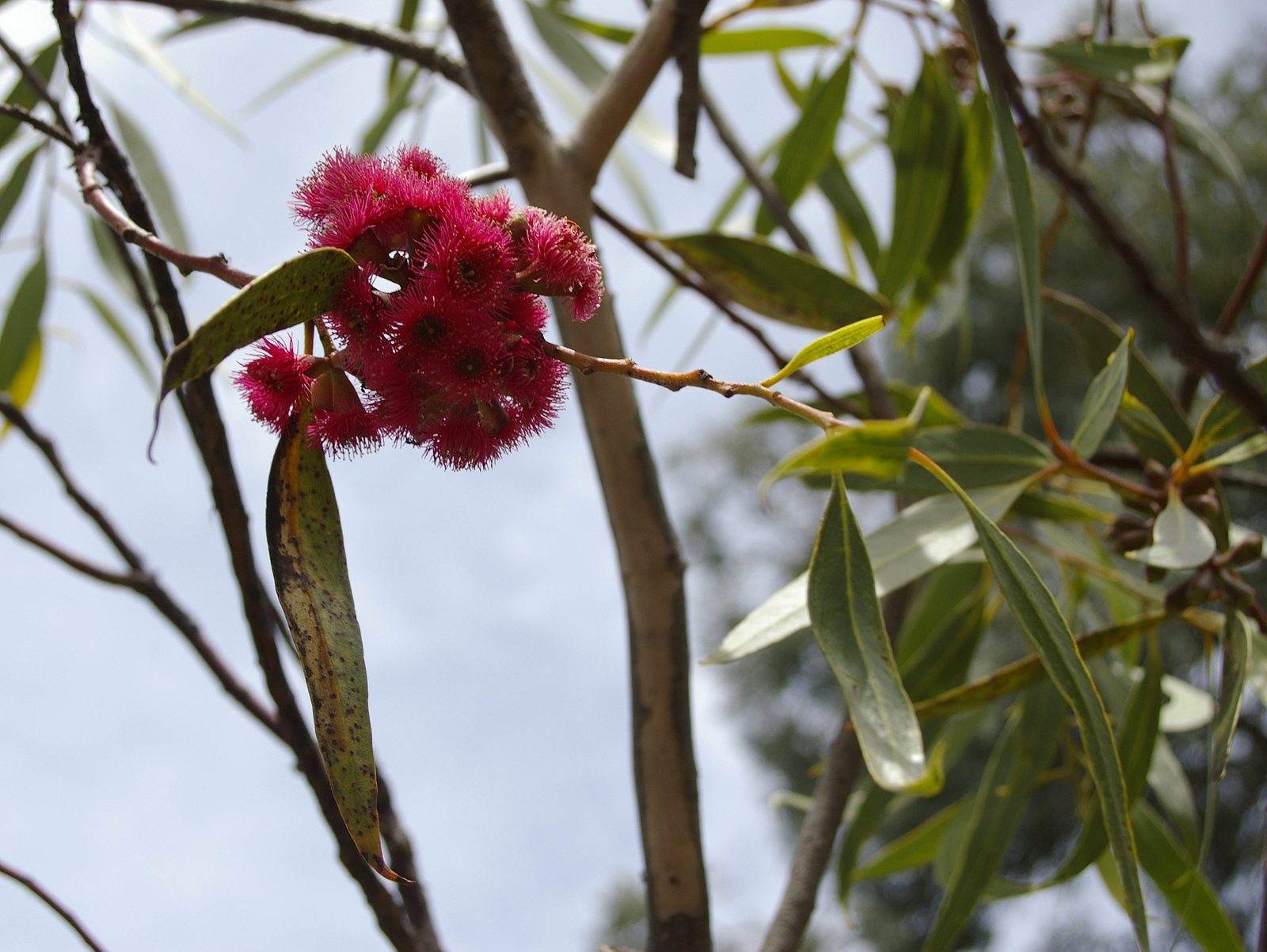
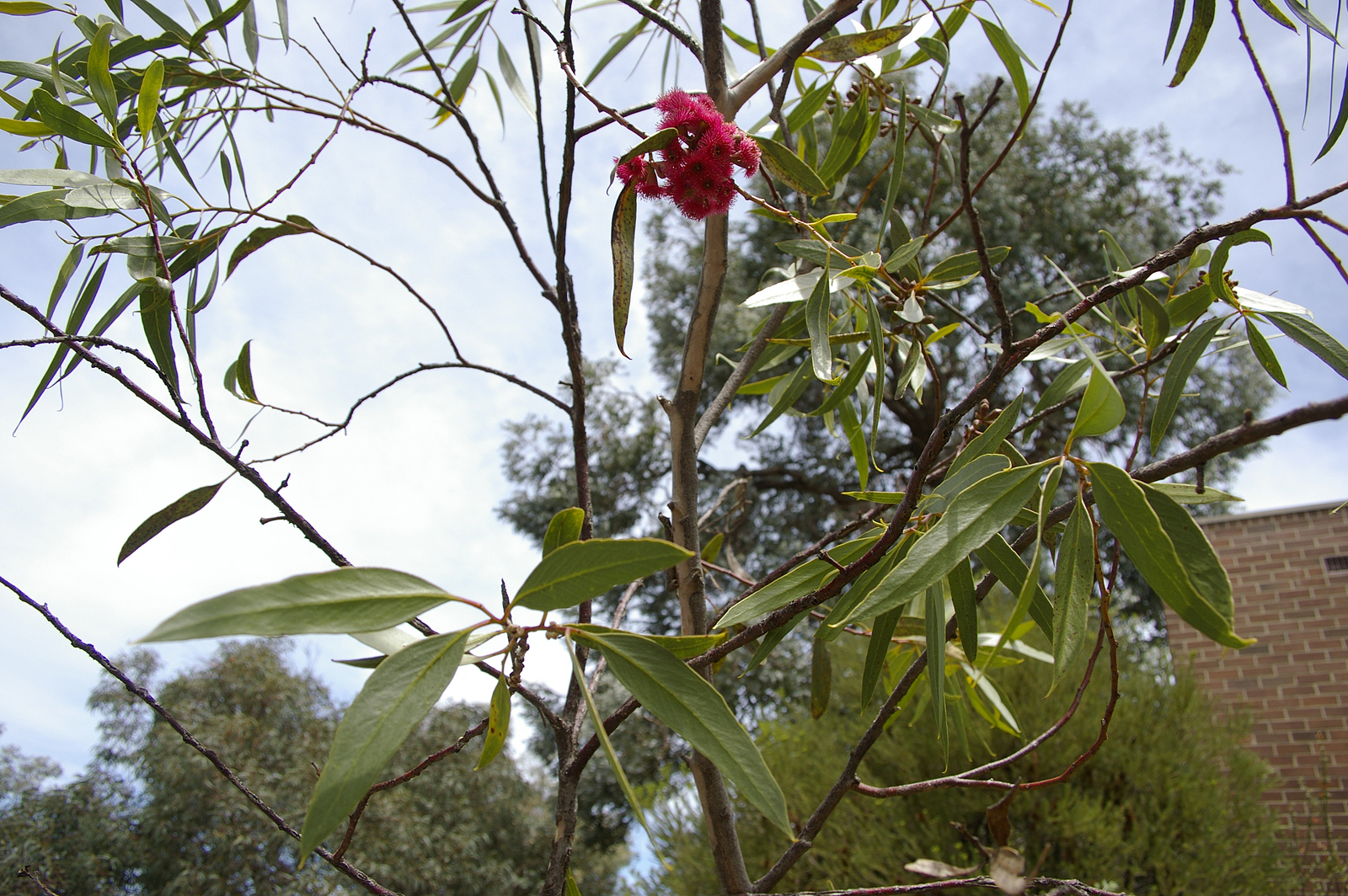